# Giuseppe Sergi
Pour les articles homonymes, voir Sergi.
Giuseppe Sergi, né en 1841 à Messine et mort à Rome en 1936, est un anthropologue italien. Personnage influent du début du XXe siècle, il se fit plus particulièrement connaître pour son opposition aux théories de la supériorité de la « race aryenne ».

## Biographie
Considéré comme le père de l'anthropologie italienne, fondateur de la psychologie expérimentale, Giuseppe Sergi fut d'abord élève de Cesare Lombroso. Il devint professeur en 1880 et fut titulaire de la chaire d'anthropologie à l'université de Bologne, puis à La Sapienza à Rome. 
À cette époque, l'anthropologie était encore peu développée et dans les années qui suivirent, grâce à l'activité de son laboratoire d'anthropologie et de psychologie, il contribua à établir la discipline sur des bases plus scientifiques. Il développa un programme de recherche à la fois dans la psychologie et l'anthropologie et il fonda en 1893 la Société romaine d'anthropologie. Internationalement renommé pour ses contributions dans son domaine de spécialité, il fut président du IIIe Congrès international de psychologie à Rome en 1905. Comme la majorité des chercheurs de son époque, il a accordé beaucoup d'importance aux problèmes aryens. 

## Théories
Au début du siècle, Sergi, donna une interprétation romaine du peuplement européen. Il décrivit l'aire d'extension de la « race méditerranéenne » depuis les rives sud de la Méditerranée jusqu'à la Grande-Bretagne. Cette aire correspondait assez exactement à l'espace occupé par l'Empire romain. De fait, la théorie de la « race méditerranéenne » de Sergi s'opposait à la théorie aryenne ou germanique, alors en vogue, qui suggérait que le peuplement européen - porteur de la civilisation européenne - était d'origine nordique. La carte de l'Empire devenait ainsi la carte de l’aire méditerranéenne. Selon Sergi, « la race méditerranéenne » qu'il appelait aussi « race eurafricaine » était originaire d'Afrique du Nord, apparentée aux peuples hamitiques et les peuples méditerranéens, africains et nordiques étaient tous issus de cette « race eurafricaine ». La « race méditerranéenne », la « plus grande race au monde », était responsable des grandes civilisations de l'Antiquité, celles de l'Égypte, Carthage, la Grèce et de Rome. D'après sa théorie, les Germains et les Scandinaves n'étaient pas Aryens mais appartenaient à la variété nordique de la « race eurafricaine ». Les Aryens quant à eux étaient d'origine asiatique et appartenaient à la « race Eurasiatique ».

## Publications
- (it) Teoria fisiologica della percezione : introduzione allo studio della psicologia, Milan, Fratelli Dumolard, 1881
- (fr) La Psychologie physiologique, trad. franç. de M. Mouton, Paris, Félix Alcan, coll. «Bibliothèque de philosophie contemporaine», 1888
- (it) Origine e diffusione della stirpe mediterranea, Rome, D. Alighieri, 1895
- (en) The Mediterranean Race: a Study of the Origine of European Peoples, W. Scott, Londres, 1901